# پیکوشوو
پیکوشوو (به لهستانی:  Piekoszów) یک روستا در لهستان است که در گمینا پیکوشوو واقع شده‌است. پیکوشوو ۳٬۲۰۰ نفر جمعیت دارد.